# 巴西齧牙脂鯉
巴西齧牙脂鯉，為輻鰭魚綱脂鯉目脂鯉亞目脂鯉科的其中一個種。分布於南美洲巴西申谷河及塔帕若斯河流域，體長可達5公分，棲息在底中層水域，生活習性不明。